# Bergsjön, Södermanland
Bergsjön är en sjö i Salems kommun i Södermanland och ingår i Norrströms huvudavrinningsområde. Sjön har en area på 0,0667 kvadratkilometer och ligger 33,1 meter över havet. Bergsjön ingår tillsammans med Tullan och Bornsjön i Bornsjöns naturreservat.

## Delavrinningsområde
Bergsjön ingår i det delavrinningsområde (656951-160864) som SMHI kallar för Utloppet av Bornsjön. Medelhöjden är 32 meter över havet och ytan är 49,61 kvadratkilometer. Det finns inga avrinningsområden uppströms utan avrinningsområdet är högsta punkten. Vattendraget som avvattnar avrinningsområdet har biflödesordning 2, vilket innebär att vattnet flödar genom totalt två vattendrag innan det når havet efter 25 kilometer. Avrinningsområdet består mestadels av skog (50 procent), öppen mark (11 procent) och jordbruk (16 procent). Avrinningsområdet har 7,1 kvadratkilometer vattenytor vilket ger det en sjöprocent på 14,3 procent. Bebyggelsen i området täcker en yta av 0,92 kvadratkilometer eller 2 procent av avrinningsområdet.